# Cheilotrichia nigroapicalis
Cheilotrichia nigroapicalis är en tvåvingeart som först beskrevs av Alexander 1920.  Cheilotrichia nigroapicalis ingår i släktet Cheilotrichia och familjen småharkrankar. Inga underarter finns listade i Catalogue of Life.